# 黄梅秤锤树
黄梅秤锤树（学名：Sinojackia huangmeiensis）是安息香科秤锤树属的落叶小乔木或灌木，是中国的特有植物。仅有1个野生种群分布于湖北省黄梅县下新镇钱林村龙感湖附近。
叶纸质, 花两性,果实卵形, 靠种子重力传播繁殖。